# O Magnum Mysterium

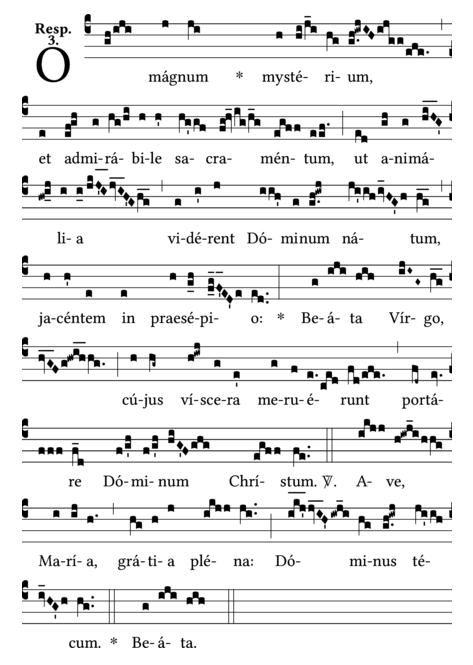
Responsorium O magnum mysterium

O Magnum Mysterium (lat. O großes Geheimnis) ist das vierte Responsorium aus der Matutin an Weihnachten In Nativitate Domini, benannt nach seinem Incipit.

## Der Text des Responsoriums
Lateinischer Text

O magnum mysterium

et admirabile sacramentum

ut animalia viderent Dominum natum

jacentem in praesepio.

Beata Virgo, cujus viscera meruerunt

portare Dominum Christum.

Alleluia.
Deutscher Text

O großes Geheimnis

und wunderbares Heiligtum,

dass Tiere den geborenen Herrn sahen,

in der Krippe liegend.

Selig die Jungfrau, deren Leib würdig war,

Christus den Herrn zu tragen.

Halleluja.

## Biblische Bezüge
Das Bild von Ochs und Esel, die neben der Krippe stehen, findet sich bei Jesaja (Jes 1,3 ) und wird in der Tradition auf die Krippenszene bei der Geburt Jesu bezogen. Bei Lukas (Lk 2,7 ) werden nicht die Tiere, aber eine Futterkrippe erwähnt. Im apokryphen Pseudo-Matthäus-Evangelium werden beide Tiere konkret genannt – zu seiner Entstehungszeit waren sie schon Bestandteil von Krippendarstellungen. Durch dessen Aufnahme in die Legenda Aurea verbreitete sich das Bild ab dem 13. Jahrhundert noch weiter. Es wurde zum volkstümlichsten Sinnbild für das Mysterium der Selbsterniedrigung des Gottessohns in seiner Menschwerdung (Phil 2,6–7 ).
Der zweite Teil des Responsoriums knüpft an die Worte an, mit denen Elisabet Maria bei ihrem Besuch begrüßt (Lk 1,42–43 ).

## Vertonungen
Der Text ist über die Jahrhunderte von zahlreichen Komponisten neu vertont worden. Nennenswert sind u. a. die frühen Kompositionen von Nicolas Gombert, Cristóbal de Morales, Giovanni Pierluigi da Palestrina, William Byrd, Tomás Luis de Victoria, Johann Stadlmayr oder Giovanni Gabrieli.
Bemerkenswert ist aber auch die weltweite Vielzahl der Arrangements aus der Neuzeit, z. B. von Francis Poulenc, Pierre Villette, John Harbison, Frank La Rocca, Jaakko Mäntyjärvi, Javier Busto, Alexina Louie, Vytautas Miškinis, Ivo Antognini, Ola Gjeilo, Jan Wilke, Morten Lauridsen und Marcus Paus.